# Bit meno significativo

Rappresentazione del numero decimale 149 nel sistema numerico binario. È evidenziato il bit meno significativo: 1.

informatica, il bit meno significativo (lsb, least significant bit) è la posizione occupata dal bit nel sistema numerico binario che fornisce il valore dell'unità e che determina se il numero è pari o dispari. Nella posizione convenzionale di una stringa di bit, quello meno significativo occupa l'ultimo posto a destra.
La sigla inglese LSB, tutta in maiuscolo, indica il "least significant byte", il cui significato è simile a quello di lsb: LSB indica il byte meno significativo di un numero composto da più byte.

## Steganografia
Una delle tipologie di steganografia più diffuse si basano su LSB.  Secondo questa teoria l'aspetto di un'immagine digitale ad alta definizione non cambia se i colori vengono modificati in modo impercettibile.
Ogni pixel è rappresentato da un colore differente, cambiando il bit meno significativo di ogni pixel, il singolo colore non risulterà variato in modo significativo e il contenuto dell'immagine sarà preservato nonostante questa manipolazione.
L'algoritmo steganografico riceve in input un'immagine di copertura/contenitore (C), una chiave (K) ed un dato da nascondere (D). Estrae da C i bit meno significativi, misurandone la dimensione e verificando se questa è sufficiente per ospitare D. Tramite K, D viene sparpagliato tra i bit meno significativi, sovrascrivendo i valori originali. Viene così generato S, il dato steganografico.